# حشاشین

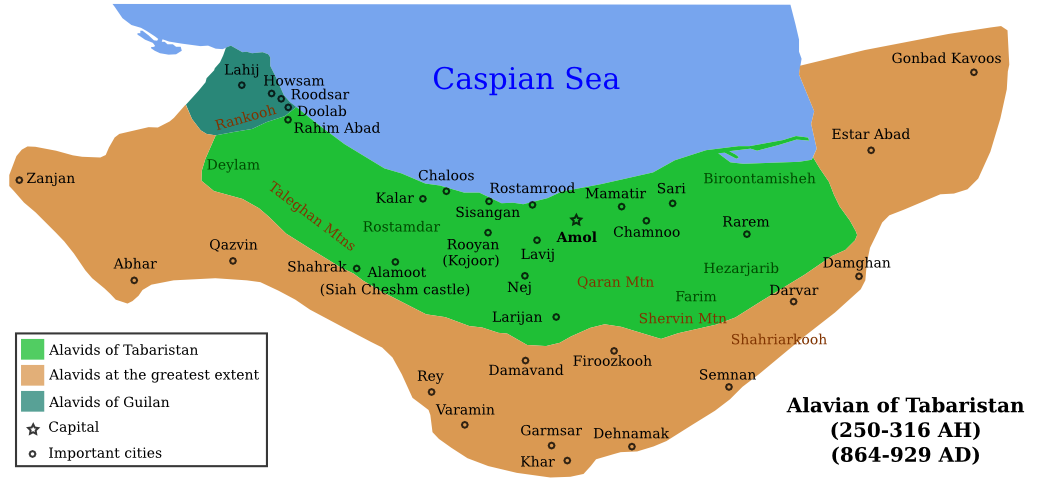
نقشه منطقه الموت در منطقه طبرستان

حَشّاشین یک فرقهٔ نزاریه از شیعیان اسماعیلیه بودند که به‌دست حسن صباح بنیان نهاده شد. آن‌ها بین سال‌های ۱۰۹۰ تا ۱۲۷۵ میلادی در کوهستان‌های سرزمین ایران و شام زندگی می‌کردند. در طول آن زمان، آن‌ها با قتل پنهانی رهبران مسلمان و بعداً مسیحیانی که دشمنان دولت آن‌ها محسوب می‌شدند، در سرتاسر خاورمیانه سیاست سختگیرانه‌ای برای جعل و تزویر اعمال داشتند. واژه امروزی Assassination در انگلیسی به مفهوم ترور از روش آنها برای حذف مخالفینشان سرچشمه گرفته است. نزاریان در اواخر قرن یازدهم پس از بحران جانشینی در خلافت فاطمیان بین نزار بن المستنصر و برادر ناتنی وی، خلیفه احمد مستعلی شکل گرفت. از مورخان معاصر می‌توان در میان اعراب به ابن قلانسی و عزالدین بن اثیر و در میان ایرانیان به عطاملک جوینی اشاره کرد. دو نفر اول از حشّاشین به عنوان باطنیان یاد می‌کردند، عنوانی که به‌طور گسترده توسط خود اسماعیلیان پذیرفته شده است.

## نام
حشاشین در زبان فارسی قدیم به معنی دارو فروشان بوده است و چون در منطقه الموت گیاهان دارویی به وفور یافت می‌شد آنان صادر کننده دارو بوده‌اند و به آنها حشاشین گفته می‌شد. حشاشین (به انگلیسی: Assassin) نامی است که صلیبیون و اروپائیان قرون وسطایی به باطنی‌ها در دوران الموت، که گستره حکمرانی‌شان، ایران و سوریه را به مرکزیت قلعه الموت شامل می‌شد، استفاده می‌شود. نام حشاشین توسط صلیبیون از سوریه به اروپا منتقل شده و در شکل‌های گوناگون ادبیات غربی جنگ‌های صلیبی، در متون عبری و یونانی به کار رفته است. حشاشین در واقع «افراد معتقد و پایبند به دین» نام داشتند که غربی‌ها آن را سهواً به مشتقی از واژه حشیش نسبت دادند.
باطنی‌ها یک گروه شیعی مهم بودند، در اروپا سده میانه به اسم «اساسین» معروف شدند. ممکن است این نظریه به وجود بیاید که واژه حشاشین از واژه اساسین گرفته شده باشد در صورتی که در زمان حسن صباح مسلمانان هنوز با فرنگی‌ها آن گونه مناسباتی نداشتند که از آنان اصطلاحاتی بازآفرینی نمایند، بنابراین حشاشین از واژه اساسین گرفته نشده بلکه واژه اخیر از طرف فرنگی‌ها اقتباس گردیده است و حشاشین برخلاف باور عامه و برخی از صاحب‌نظران به معنی کسانی که حشیش می‌کشیدند و پس از آن دست به اعمالی چون قتل می‌زدند نیست. این نامگذاری از اصطلاح حشاش که خود مشتق از واژه حشیش به معنای داروساز (گیاه شناسان) ریشه گرفته است که در قرون چهارم و پنجم خورشیدی در کشورهای اسلامی و به‌خصوص در ایران دارو فروشان را بنام حشاشین می‌خواندند و در بعضی از شهرهای بزرگ ایران بازاری به نام بازار حشاشین (دارو فروشان) وجود داشت. جنگجویان صلیبی و وقایع نگاران غربی آنها، که در دهه‌های آغازین قرن ۱۲ م در خاور نزدیک با اعضای این فرقه مذهبی برخورد کرده بودند، این اصطلاح را رواج دادند. اروپایی‌های سده میانه که از دین اسلام و اعتقادات و اعمال دینی مسلمانان اطلاعی نداشتند، یک سلسله داستان‌های به هم پیوسته را نیز دربارهٔ کارهای مرموز و سری حشاشین و رهبر آنها، حسن صباح (که پیرمرد کوهستان می‌نامیدند) شایعه ساختند. با گذشت زمان، افسانه حشاشین در روایت مارکوپولو به اوج خود رسید؛ و واژه حشاشین که ریشه آن فراموش شده بود، به عنوان واژه‌ای معمولی به معنی «آدم‌کش» وارد زبان انگلیسی شد. در واقع حشاشی (Assassin) در زبان انگلیسی به کسی گفته می‌شود که با اهداف و عقاید خاصی که از نظر خود مثبت است به قتل فردی، یا افرادی مخصوص در جامعه می‌پردازد. نحوه انجام عملیات فدائیان بدین گونه بود که نقشه ترور یا عملیات مربوط در خفا اما اجرای آن در ملأ عام و گاهی به‌صورت مخفیانه، و جان فشانی به قصد احتیاط در اطلاعات چاشنی کارشان بود.
پراکندگی قدرت، اصل مهم ترور اشخاص بود. پیش از ترور، شخص خنجری را به همراه یادداشتی بالای سر قربانی قرار می‌داد و او متوجه می‌شد که مورد دشمنی اسماعیلیان قرار گرفته است. ترور در جایی که قدرت در دست یک فرمانده قرار داشت، شکل می‌گرفت. ضعف فرد می‌توانست هر اقدام اجتماعی را به هم بریزد و آن را خنثی کند. صباح در این کار به روشی روی آورد که غلات، خوارج، شیعه، صلیبیان و خود سلجوقیان نیز آن را به کار می‌بردند. اما این سیاست را به شکلی اغراق‌آمیز به اسماعیلیه ایران و شام نسبت دادند و به همین خاطر هر قتلی که در سرزمین‌های مرکزی اسلام رخ می‌داد به فدائیان اسماعیلی نسبت داده می‌شد. عده‌ای از سنیان به دلیل ترسی که داشتند در زیر لباس‌های خود جوشن می‌پوشیدند. این قتل‌ها باعث شد سنی‌مذهبان تعدادی از افراد مشکوک شهر را جمع کنند و از بین آن‌ها تعدادی را به قتل برسانند و چنین افرادی که خود این قتل‌عام‌ها را ترتیب می‌دادند، مورد هدف اسماعیلیان قرار می‌گرفتند و کشته می‌شدند.

## سه یار دبستانی

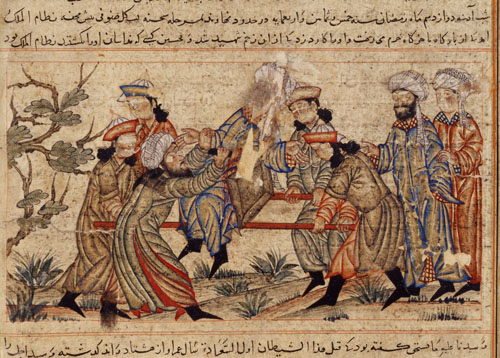
نقاشی از قتل خواجه نظام الملک به دست یکی از اعضای اسماعیلیان

در داستان سه یار دبستانی، که ادوارد فیتزجرالد بر دیباچه ترجمه انگلیسی رباعیات خیام آورده است، خیام، خواجه نظام الملک و حسن صباح، ارتباط داده شده‌اند. ادعا بر این است که این سه شخصیت، یاران دبستانی بودند که هم قسم شدند که هرکدام زودتر به مقام و منصبی رسیدند، دیگران را یاری دهند. از این سه، نظام الملک نخست منصب یافت و به وزارت سلجوقی رسید. وی عهد خویش را نگه داشت و برای خیام مشاهره‌ای منظم برقرار کرد و به حسن صباح مقام عالی در دستگاه حکومت واگذاشت. داستانی که نقل می‌شود ان است که ملکشاه سلجوقی از نظام الملک امار و ارقام مالیات ممالک را خواست، خواجه از ملکشاه ۶ ماه مهلت در خواست کرد اما حسن گفت که در عرض ۱۰ روز امار و ارقام را جمع‌آوری می‌کند لذا بعد از ده روز که صباح به دربار ملکشاه وارد شد خواجه غلامی را مأمور کرد تا خللی در کار صباح ایجاد کند و او را نزد ملکشاه خوار سازد. و غلام نیز موفق شد و صباح را از دربار راندند. حسن سوگند یاد کرد که انتقام بگیرد؛ لذا راهی مصر شد و در آنجا بر اسرار مذهب اسماعیلی آگاه شد، و بعداً به ایران بازگشت و سران آن زمانِ فرقه اسماعیلی به او یارانی کار کشته دادند. او فرقه‌ای تشکیل داد که با قتل‌ها و آدم‌کشی‌های خود دولت سلجوقی را به هراس انداخت. دفتری می‌گوید این یکی از افسانه‌هایی است که در ارتباط با اسماعیلیان نزاری در مشرق زمین شیوع یافت چگونه وزیری با صدها حسابدار زیر دست ۶ ماه مهلت خواست اما صباح که آن زمان حتی عضو فرقه باطنیه هم نبود در ۱۰ روز آمار را تحویل داد.همچنین با توجه به منابع تاریخی این داستان بی اساس است، زیرا که تاریخ تولد و مرگ خیام، خواجه نظام‌الملک و حسن صباح به گونه‌ایست که آن‌ها نمی‌توانستند در مدرسه با یکدیگر هم عهد اخوت ببندند.

## اعمال فدائیان
رسول جعفریان بیان می‌کند که فدائیان به دستور سلطان خرمدین سلیمی دو نفر از خلفای عباسی، به نام المسترشد بالله و فرزندش الراشد را ترور کردند و در زمان حسن صباح نیز ۴۸ نفر را با دشنه‌های خود در برابر دیگران به قتل رساندند تا جلوه بیشتری داشته باشد؛ فخر رازی نیز از جمله افرادی بود که پس از تهدید توسط فداییان دیگر عملی علیه آن‌ها انجام نداد. کار فدائیان اصول خاص خود را داشت آن‌ها پس از آموزش‌های مختلف و البته به قتل رساندن یک نفر آماده هر عملیاتی بودند؛ کار فدائیان نتیجه‌ای بیشتر از جنگ‌های طولانی مدت و لشکرکشی‌های سلجوقیان داشت. اسماعیلیان عقیده داشتند کشتن یک انسانِ معتبر بهتر است تا کشتن صدها نفر در میدان جنگ، این عمل اسماعیلیان نه تنها برای اهداف خودشان شکل می‌گرفت بلکه برای کمک به متحدان سیاسی خودشان نیز به کار می‌رفت. همهٔ اسماعیلیان یکدیگر را دوست و برادر خطاب می‌کردند و همه آماده بودند که به خاطر کار اجتماعی دست به مبارزه عمومی بزنند. گاهی نیز تعدادی از اسماعیلیان به عنوان خدمتکار به مردان بزرگ نزدیک می‌شدند و در شرایط مناسب آن‌ها را به قتل می‌رساندند.

## راهبردهای نظامی و اعتقاد
حسن صباح به تربیت گروهی از جان برکفان نهضت پرداخت که در تاریخ به عنوان فدائیان شناخته شدند. این افراد از عوامل مهم در پیشبرد این نهضت بودند، که برای پیروزی نهضت، هر کاری می‌کردند و می‌توانستند در برابر نیروهای نظامی بسیار، با قتل رهبران دینی و نظامی آنان پیروز شوند. فدائیان از نظر مخالفان اسماعیلیه آدم‌کش‌های متعصبی بودند که جنایتی بزرگ را علیه دین و اجتماع آغاز کرده‌بودند؛ اما بنابر آنچه الله‌یار خلعتبری نقل می‌کند، فدائیان معتقد بودند، با انجام فرمان‌ها به دستور پیشوای خود عمل کرده، کار نیکی انجام داده و در نهایت وارد بهشت می‌شوند. فدائیان معتقد بودند اگر حین عمل کشته شوند شهید محسوب می‌شوند.
اسماعیلیان برای رسیدن به اهداف مذهبی و سیاسی خود، راهبردهای نظامی مختلفی را که در قرون وسطی رایج بود، اتخاذ کردند. ترور یکی از چنین روش‌ها (حذف انتخابی چهره‌های رقیب برجسته) بود. قتل مخالفان سیاسی معمولاً در فضاهای عمومی انجام می‌گردید که باعث ایجاد ارعاب برای سایر دشمنان احتمالی می‌شد. رسول جعفریان بیان می‌کند، که فدائیان در زمان حسن صباح، ۴۸ نفر را با دشنه‌های خود در برابر دیگران به قتل رساندند، تا جلوهٔ بیشتری داشته باشد.
اسماعیلیان در راه تحقق اهداف معینی در زمینهٔ سیاسی و نظامی از وجود فدائیان بهره می‌بردند. در مواقعی که قدرت و امکانات فردی یکی از مقامات به درجه‌ای می‌رسید که به هیچ طریق، توان غلبه بر وی وجود نداشت و علاوه بر آن، این فرد در رتبه‌ای بود که به تحرکات و جریان‌های یک منطقه جهتی می‌داد که برخلاف میل اسماعیلیان بود، آنان به قتل این شخص از طریق فدائیان روی می‌آوردند تا به وسیلهٔ حذف شخصیت موردنظر، موتور جنبش ضد اسماعیلی در منطقه را متوقف کرده و به عبارت دیگر با حذف رأس هرم، سیستم متحرکهٔ ضد خود را متلاشی سازند چرا که دیگر تعهدی در میان نخواهدبود. به عنوان مثال آنان از این روش در جهت جلوگیری از حمله به قهستان استفاده کردند و با قتل ملکشاه سلجوقی عملاً لشکرکشی به آن ناحیه را پایان بخشیدند زیرا در نظر آنان عامل اصلی حمله به قهستان، نه دولت بلکه شخص ملکشاه بود. آنان پس از مدتی به استفادهٔ منظم از این روش در برابر دشمنان خود به خصوص اشخاص معروف روی آوردند اما اوقاتی نیز اتفاق می‌افتاد که به این حربه متوسل نمی‌شدند. اما اشتهار آنان به این عمل موجب گشت که بسیاری از بزرگان سنی به اقدامات احتیاط‌آمیزی همچون پوشیدن زره در زیر لباس اقدام کنند. فدائیانی که انجام این اعمال را بر عده داشتند، از احترام خاصی برخوردار بودند و در صورت کشته شدن در حین مأموریت خویش، همچون دیگر مسلمانان، از واژهٔ شهید برای آنان استفاده می‌شد.
حسن صباح در امر ترور به روشی روی آورد که غلات، خوارج، شیعه، صلیبیان و خود سلجوقیان نیز آن را به کار می‌بردند، اما این سیاست را به شکلی اغراق‌آمیز به اسماعیلیه ایران و شام نسبت دادند و به همین خاطر، هر قتلی که در سرزمین‌های مرکزی اسلام رخ می‌داد، به فدائیان اسماعیلی نسبت داده‌می‌شد. در ۴۶۸ ه‍.ق / ۱۰۹۳ م شایعه شد، که زوجی در اصفهان جوانان را اغوا می‌کنند و آنان را درون کوچه‌ای طویل و باریک می‌کشانند، به این بهانه که نابینا هستند و توان پیمودن راه را ندارند. پس جوانان آنان را تا خانه‌شان راهنمایی می‌کردند و سپس در همان خانه، با وسایل شکنجه توسط آن زوج به قتل می‌رسیدند. مردم می‌گفتند این افراد اسماعیلی هستند و با این اتهام، آن زوج را به همراه کسانی که به همدستی با آن‌ها متهم شده‌بودند، زنده زنده در آتش سوزاندند.

## فرجام حشاشیون
طی حمله مغول به امپراتوری خوارزمشاهیان، حشاشین ضربهٔ شدیدی از امپراتوری مغول خورد. فرماندهٔ مغول در سال ۱۲۵۳ (پیش از پیشروی هولاکو خان در ۱۲۵۶) به چندین دژ متعلق به حشاشین تاخت. طی محاصرهٔ میمون دز، آخرین امام اسماعیلیان تسلیم مغولان شد. امام به زیردستان دستور داد که تسلیم شوند و دژهای خود را نیز ویران کنند. تسلیم دژ الموت نشان‌گر پایان نزاریه در ایران بود. دژ لمسر در ۱۲۵۷ و مصیاف در ۱۲۶۷ نیز سرنگون شد. حشاشین مجدداً در سال ۱۲۷۵ کنترل الموت را برای چند ماه در دست گرفتند، اما درهم شکستند و قدرت سیاسی آن‌ها برای همیشه از میان رفت. رکن‌الدین خورشاه نیز اندکی پس از آن کشته شد. برخی از سنگرها به‌ویژه گرد کوه برای سالیان درازی به ایستادگی ادامه دادند.
اگرچه کشتار مغول در الموت، پایان نفوذ اسماعیلیان در منطقه تعبیر می‌شد، اما منابع گوناگون می‌گویند که نفوذ سیاسی اسماعیلیان همچنان ادامه داشت. در سال ۱۲۷۵ پسری از امام رکن‌الدین خورشاه موفق شد الموت را برای چند سال باز پس گیرد. به نظر می‌رسد فعالیت سیاسی اسماعیلیان در منطقه نیز به رهبری سلطان محمد بن جهانگیر و پسرش تا زمان اعدام وی در سال ۱۵۹۷ ادامه داشته است.

## در فرهنگ مردمی
حشاشین بخشی از فرهنگ قرون وسطایی بود. از آن‌ها یا تصویری اهریمنی یا تصویری رؤیایی و آرمان‌گرایانه ارائه شده بود. حشاشین بارها در هنر و ادبیات قرون وسطی ظاهر شد. گاهی آن‌ها به‌عنوان دشمن بزرگ شوالیه و همچنین به‌عنوان بهترین نمونهٔ اشرار در طول جنگ‌های صلیبی به تصویر کشیده می‌شدند.
در مجموعهٔ بازی‌های ویدئویی اساسینز کرید، یک فرقهٔ به‌شدت تخیلی از حشاشین به تصویر کشیده شده که فراتر از مرزهای سرزمین شام گسترش یافته است.
در سال ۲۰۲۴ مجموعهٔ تلویزیونی مصری حشاشین پخش شد.

### داستان مارکوپولو
به گفته مارکوپولو به دستور رهبر حشاشین به گروهی از جوانان مواد مخدر می‌خوراندند و در حالت بیهوشی با چشمانی بسته آنان را به باغی بسیار زیبا منتقل می‌کردند که در آن جوی‌های شیر و عسل جاری بود و دختران زیباروی در آن به دلبری مشغول بودند. پس از گذشت چندین روز از سکونت جوانان در این بهشت ساختگی دوباره به آنان داروی مخدر خورانده و به نزد رهبر گروه می‌بردند. در این هنگام رهبر از آنان می‌پرسید که: "کجا بودید؟" جوانان همگی پاسخ می‌دادند: "در بهشت!" سپس رهبر حشاشین به آنان می‌گفت که به خواست من بود که شما وارد بهشت شدید و اگر می‌خواهید دوباره به آنجا بروید باید آنچه را که من امر می‌کنم به جای آورید. در این هنگام جوانان برای ورود دوباره به بهشت حاضر به هر گونه جان‌فشانی برای رهبر خود بودند.
اما این داستان‌ها خالی از دروغ و ابهام نیست. اساس یک ارتش بر مبنای نظم و انضباط است. شراب و زن‌های زیبا و حشیش چنان انضباط ارتش را از بین می‌برد که هیچ سربازی از افسر اطاعت نمی‌کند و هیچ افسری در پی اداره کردن سربازهای خود نیست. چنین ارتشی یک سال هم دوام نمی‌آورد اما ارتش باطنی حسن صباح دویست و پنجاه سال با اعراب مبارزه کرد. تمامی داستان‌های مربوط به بهشت مصنوعی دروغی بیش نیست که توسط مخالفان حسن صباح
از جمله خلفای عباسی منتشر شده‌اند.
بی‌محابا بودن آن‌ها باعث شد در رابطه با عمل آن‌ها در تاریخ افسانه‌سازی شود. به خاطر وحشت عمومی عده‌ای از اسماعیلیان را با اسامی مثل باطنیه «مردان باطن، معنی باطنی متون» ملاحده «کفار» و در سوریه حشاشیه «استفاده‌کننده از حشیش» خطاب می‌کردند. صلیبی‌ها از این نام، واژه (به انگلیسی: Assassin) را ساختند که به معنی آدم‌کش است؛ این اسم برای اسماعیلیان نزاری به کار می‌رفت و پس از آن برای کسانی که مرتکب قتل‌های عمومی می‌شدند؛ همچنین باعث سوتفاهمات بسیاری شد، مثلاً می‌گفتند فداییان حشیش را مصرف می‌کنند تا بهشت را در جلو چشم خود مشاهده کنند و برای رسیدن به آن دست به قتل بزنند، یا با استفاده از آن عقل خود را از دست می‌دادند، در حالی‌که این عمل نیازمند صبر و شکیبایی بود. هیچ‌کدام از این‌ها مدرک موثقی ندارد و چنین نشان می‌دهد که این قضایا بخاطر کینه‌ای که نسبت به اسماعیلیان داشتند شکل گرفته‌بود یا براساس حادثه‌ای محلی که حال فراموش گشته است. هانری کوربن معتقد است افسانه‌هایی که در مورد فدائیان شکل گرفته بخاطر خیال‌پردازی‌های صلیبیان و مارکوپولو است. در قرن ۱۹ میلادی، جوزف فون هامر اعمالی را به اسماعیلیان نسبت داد که اروپائیان به فراماسون‌ها نسبت می‌دادند؛ در نتیجه در سال ۱۸۱۸ میلادی، «کتاب تاریخ آدمکشان» نوشته‌شد و در سال ۱۸۳۸ میلادی، س. دساسی نیز «کتاب شرح دیانت دروزیان» را نوشت و سعی کرده واژه آدمکشان (Assassin) را مشتق شده از واژه حشاشین بداند. به‌نظر هانری این مسائل ناشی از تعصبی است که عده‌ای گرفتار آن هستند و قصد دارند اقلیت‌های دینی و فلسفی را به بدترین موارد اخلاقی متهم کنند و این چنین است که خاورشناسان باعث تبلیغات تند ضد اسماعیلی شده‌اند.

## فهرست ترورها
- مؤذن ساوجی
- جناح الدوله سلجوقی حاکم حمص در ۱۱۰۳ میلادی
- سعید ابن بدیع و پسرش[۳۲]
- احمد بن ابراهیم نیشابوری[۳۳]
- ابوالفضل ابن خشاب[۳۴]
- افضل شاهنشاه وزیر فاطمی[۳۵]
- منصور الآمر باحکام‌الله دهمین خلیفه فاطمی در ۱۱۳۰ م ترور شد[۳۶]
- نظام‌الملک
- مودود سردار مسلمان جنگهای صلیبی که در ۱۱۱۳ ترور شد.
- ذهاک ابن جندل
- ریمون دوم، کنت طرابلس در سال ۱۱۵۲ م[۳۷]
- راشد بالله خلیفه بغداد در ۱۱۳۸ میلادی ترور شد[۳۸]
- داود سلجوقی فرزند سلطان محمود دوم در ۱۱۴۳م در تبریز ترور شد[۳۹]
- خلیفه المسترشد بالله در ۱۱۳۵ میلادی ترور شد[۴۰]

### لیست تهدید شدگان
- سلطان سنجر[۴۱]
- امام فخر رازی

## فهرست رهبران الموت
|   | فرمانروا           | زندگی        | فرمانروایی |
| - | ------------------ | ------------ | ---------- |
| ۱ | حسن صباح «پیر کوه» | ۱۰۳۷-۱۱۲۴    | ۱۰۹۰-۱۱۲۴  |
| ۲ | کیا بزرگ‌امید       | ۱۱۳۸-نامعلوم | ۱۱۲۴-۱۱۳۸  |
| ۳ | محمد بن بزرگ‌امید   | ۱۱۶۲-نامعلوم | ۱۱۳۸-۱۱۶۲  |
| ۴ | حسن بزرگ‌امید       | ۱۱۲۶-۱۲۶۶    | ۱۱۶۲-۱۲۶۶  |
| ۵ | نورالدین محمد دوم  | ۱۱۴۸-۱۲۱۰    | ۱۱۶۶-۱۲۱۰  |
| ۶ | جلال‌الدین حسن سوم  | ۱۱۸۷-۱۲۲۱    | ۱۲۱۰-۱۲۲۱  |
| ۷ | علاءالدین محمد سوم | ۱۲۱۱-۱۲۵۵    | ۱۲۲۱-۱۲۵۵  |
| ۸ | رکن‌الدین خورشاه    | ۱۲۳۰-۱۲۵۶    | ۱۲۵۵-۱۲۵۶  |

## برای مطالعهٔ بیشتر
- هاجسون، مارشال (۱۳۸۷). فرقهٔ اسماعیلیه. ترجمهٔ فریدون بدره‌ای. تهران: شرکت انتشارات علمی و فرهنگی. شابک ۹۷۸-۹۶۴-۴۴۵-۱۴۴-۷.
- ویلی، پیتر (۱۳۹۱). آشیانهٔ عقاب: قلعه‌های اسماعیلی در ایران و سوریه. ترجمهٔ فریدون بدره‌ای. تهران: فرزان روز. شابک ۹۶۴-۳۲۱-۲۸۰-۷.